# Brookville (Indiana)
Brookville és una població dels Estats Units a l'estat d'Indiana. Segons el cens del 2000 tenia 2.652 habitants.

## Demografia
Segons el cens del 2000, Brookville tenia 2.652 habitants, 1.145 habitatges, i 683 famílies. La densitat de població era de 764,1 habitants per km².
Dels 1.145 habitatges en un 26,3% hi vivien nens de menys de 18 anys, en un 43,8% hi vivien parelles casades, en un 12,2% dones solteres, i en un 40,3% no eren unitats familiars. En el 36,5% dels habitatges hi vivien persones soles el 21% de les quals corresponia a persones de 65 anys o més que vivien soles. El nombre mitjà de persones vivint en cada habitatge era de 2,24 i el nombre mitjà de persones que vivien en cada família era de 2,93.
Per edats la població es repartia de la següent manera: un 23,5% tenia menys de 18 anys, un 8,3% entre 18 i 24, un 26,7% entre 25 i 44, un 19,8% de 45 a 60 i un 21,6% 65 anys o més.
L'edat mediana era de 39 anys. Per cada 100 dones de 18 o més anys hi havia 84,7 homes.
La renda mediana per habitatge era de 29.390 $ i la renda mediana per família de 37.212 $. Els homes tenien una renda mediana de 29.009 $ mentre que les dones 23.910 $. La renda per capita de la població era de 17.360 $. Entorn del 4,4% de les famílies i el 8% de la població estaven per davall del llindar de pobresa.

## Poblacions més properes
El següent diagrama mostra les poblacions més properes.